# Torrice
Torrice és un comune (municipi) de la província de Frosinone, a la regió italiana del Laci, situat a uns 80 km al sud-est de Roma i a uns 4 km a l'est de Frosinone.
Torrice limita amb els municipis d'Arnara, Boville Ernica, Frosinone, Ripi i Veroli.
A 1 de gener de 2019 tenia 4.814 habitants.